# ساندرینو براون شوماخر
ساندرینو براون شوماخر (انگلیسی: Sandrino Braun-Schumacher؛ زادهٔ ۴ ژوئیهٔ ۱۹۸۸) بازیکن فوتبال اهل آلمان است.
از باشگاه‌هایی که در آن بازی کرده‌است می‌توان به باشگاه فوتبال فرایبورگ اشاره کرد.
وی همچنین در تیم ملی فوتبال Germany U-16 بازی کرده‌است.